# Bierny opór (psychologia)
Bierny opór to forma nieświadomej obrony ego przed lękiem poprzez ekspresję tłumionej agresji. Jest to mechanizm obronny polegający na wycofaniu się z relacji i zachowaniu negatywistycznym wobec żądań partnera relacji lub wymagań.
Zachowanie to, będące naturalną formą ekspresji gniewu, pojawia się u osób pozostających w związkach symbiotycznych – dzieci, osób z zaburzeniami osobowości, a także osób narażonych na wysoki poziom destruktywnego stresu (związanego np. z bezrobociem).